# Dongfeng KL
Dongfeng KL або Dongfeng Denon — сімейство важких вантажівок китайської компанії Dongfeng Motor, що виготовляється з 2006 року. Загальний обсяг продажів цих вантажівок перевищив 500 000 одиниць.

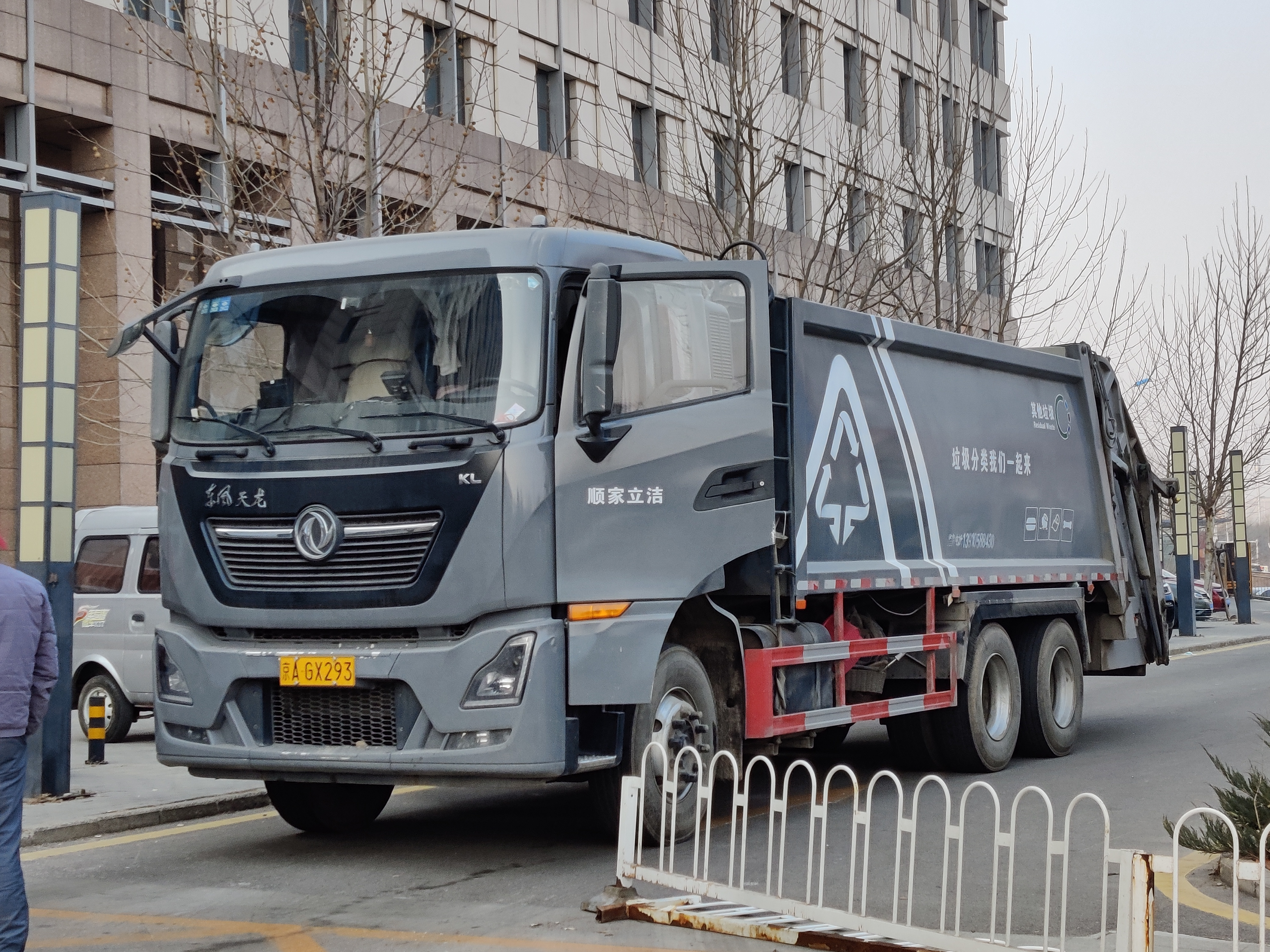
Dongfeng Tianlong KL

Вантажівки випускаються в різній комплектації, кабіни розташовані над двигуном двох типів: тип S - низька кабіна з одним спальним місцем і тип H - висока кабіна з двома спальними місцями. Кабіну було розроблено на основі кабіни моделі Nissan Diesel Quon.
Автомобілі Dongfeng KL комплектуються дизельними двигунами Dongfeng об'ємом 6–11 літра потужністю 210-420 к.с. (Євро-2 - Євро-5).
В 2011 році вантажівка отримала кабіну з оновленим дизайном. Так, решітка радіатора стала трохи більшою і отримала трапецієподібну форму. Протисонячний козирок оптимізували з метою зниження аеродинамічного опору. Бічні обтічники шасі і арки передніх коліс дещо змінили.

## Модифікації
- DongFeng DFL4251A8 — сідловий тягач з колісною формулою 6х4
- DongFeng DFL4181A8 — сідловий тягач з колісною формулою 4х2. двигун Dongfeng DDi11S385-40 385 к.с.